# Hour
Pour l’article homonyme, voir Hour (homonymie).

Logo

Hour (de 2011 Hour Community) est un hebdomadaire culturel gratuit de Montréal, Québec, Canada.
Ce journal, publié par les Communications Voir Inc., est le pendant anglophone de l'hebdo Voir. Le journal est publié chaque jeudi, en même temps que son compétiteur direct, le Montreal Mirror. En 2006, le tirage de Hour était de 60 000 exemplaires par semaine.